# 鼓動 (BUCK-TICKの曲)
「鼓動」（こどう）は、日本のロックバンド、BUCK-TICKの9枚目のシングル。1995年4月21日にビクターインビテーションより発売された。初回盤のみ歌詞カードの素材が異なる。

## 解説
アルバム『Six/Nine』からの先行シングル第2弾。アルバム同様、収録曲「楽園」の間奏にコーランを逆再生したものが無断で使用されていたため、回収後、修正されたバージョンで再発された（詳細はSix/Nine#曲解説を参照）。また、本作以降の別作品に収録されている『楽園』は全て修正版である。新たに初回盤が発売されたアルバムとは違い、通常盤のみの発売で、ジャケットのイラストがネガ反転されている。

## 収録曲
1. 鼓動 (6:27)
  - 作詞：櫻井敦司、作曲：今井寿、編曲：BUCK-TICK

なめらかなメロディと、重厚なギター・サウンドが調和したミディアム・ロック・ナンバー[1]。「色々なコードが使われていて、メロディアス」というコンセプトで製作された[2]。今井がアルバム収録曲の中で最も悩んだ曲で、「ポップでメロディアスで可愛くてキレイ」といったイメージに収まってしまうのを危惧していたが、悩んだ末、櫻井を信頼してそのまま曲を渡し、結果納得できる形に仕上がったという[3]。
2. 楽園 (4:48)
  - 作詞：櫻井敦司、作曲：星野英彦、編曲：BUCK-TICK

星野曰く「タブラを使いたくて作った曲」[2]。アルバムにはドラムやベースが削除されたバージョンが収録されている。

## 参加ミュージシャン
- 櫻井敦司 - ボーカル
- 今井寿 - ギター、ノイズ
- 星野英彦 - ギター
- 樋口豊 - ベース
- ヤガミトール - ドラムス、パーカッション

### サポートミュージシャン
- 横山和俊 - キーボード、プログラミング、マニピュレート
- 梯郁夫 - タブラ (#2)

## 収録アルバム
- 『Six/Nine』(#1・#2)（両曲ともアルバム・バージョン）
- 『CATALOGUE 1987-1995』(#1)
- 『BT』(#1・#2（修正版）)
- 『CATALOGUE 2005』(#1)
- 『CATALOGUE VICTOR→MERCURY 87-99』(#1)
- 『CATALOGUE THE BEST 35th anniv. 』(#1（2022 Mix）・#2（修正版）)